# Lijst van spoorwegstations in het Verenigd Koninkrijk - J
Dit is een lijst van spoorwegstations in het Verenigd Koninkrijk waarvan de naam begint met een J.
| Station           | Code | Graafschap/ County/ City | District   | Beheerder           | Passagiers in/uit 2004-2005 (mln) | Passagiers in/uit 2005-2006 (mln) | Passagiers in/uit 2006-2007 (mln) | Passagiers in/uit 2007-2008 (mln) | Passagiers in/uit 2008-2009 (mln) |
| ----------------- | ---- | ------------------------ | ---------- | ------------------- | --------------------------------- | --------------------------------- | --------------------------------- | --------------------------------- | --------------------------------- |
| Jewellery Quarter | JEQ  | West Midlands            | Birmingham | West Midland Trains | 0,087                             | 0,097                             | 0,109                             | 0,117                             | 0,294                             |
| Johnston          | JOH  | Pembrokeshire            |            | Transport for Wales | 0,007                             | 0,005                             | 0,005                             | 0,005                             | 0,006                             |
| Johnstone         | JHN  | Renfrewshire             |            | ScotRail            | 0,945                             | 1,054                             | 1,125                             | 1,146                             | 1,521                             |
| Jordanhill        | JOR  | Glasgow City             |            | ScotRail            | 0,281                             | 0,331                             | 0,344                             | 0,347                             | 0,431                             |

A · 
B · 
C · 
D · 
E · 
F · 
G · 
H · 
I · 
J · 
K · 
L · 
M · 
N · 
O · 
P · 
Q · 
R · 
S · 
T · 
U · 
V · 
W · 
X · 
Y · 
Z

Alle stations (sorteerbaar)